# Перспективна пилотируема транспортна система
Перспективна пилотируема транспортна система (ППТС) или неофициално Рус (на руски: Перспективная пилотируемая транспортная система) е проект на Руската федерална космическа агенция за разработване на ново поколение пилотируем космически кораб, който да бъде използван многократно.
Целта на проекта е конструирането на кораб, който ще замени остарелия Союз създаден още по времето на СССР. ППТС ще бъде подобен на американския Орион. Проектът започва като резултат от провалените планове на Русия да разработи съвместно с ЕКА проекта Кораб за транспортиране на екипажа.
Федералната космическа агенция задава поръчка на местните компании в космическата индустрия да дадат предложения за нов пилотируем космически кораб.